# California 250 1960
California 250 1960 var ett stockcarlopp ingående i Nascar Grand National Series (nuvarande Nascar Cup Series) som kördes 12 juni 1960 på den 1,4 mile (2,253 km) långa ovalbanan Marchbanks Speedway i San Joaquin Valley som är beläget i närheten av Hanford i Kalifornien. Totalt avverkades 250,6 miles (403,301 km) fördelat på 179 varv. Banunderlaget var asfalt. Loppet vanns av Marvin Porter i en Ford på tiden 2:50.48 körande för Vel Miletich. Porters snitthastighet var 88,032 mph. Prispotten uppgick till 11 625 dollar, varav 2 000 dollar gick till segraren.

## Resultat
| Plc     | Nr  | Förare          | Team/ bilägare  | Konstruktör | Start | Varv | Ledda varv |
| ------- | --- | --------------- | --------------- | ----------- | ----- | ---- | ---------- |
| 1       | 98  | Marvin Porter   | Vel Miletich    | Ford        | 8     | 179  | 50         |
| 2       | 97  | Joe Weatherly   | Vel Miletich    | Ford        | 32    | 179  | 0          |
| 3       | 19  | John Rostek     | John Rostek     | Ford        | 2     | 175  | 0          |
| 4       | 48  | Fritz Wilson    | Fritz Wilson    | Ford        | 5     | 173  | 0          |
| 5       | 7   | Don Noel        | McClure Motors  | Ford        | 15    | 172  | 0          |
| 6       | 18  | Dick Smith      | William Long    | Mercury     | 11    | 170  | 0          |
| 7       | 22N | Art Watts       | Johnny Mello    | Ford        | 7     | 168  | 0          |
| 8       | 41  | Rex White       | Scotty Cain     | Ford        | 9     | 162  | 0          |
| 9       | 35  | Mel Larson      | Larson Racing   | Pontiac     | 12    | 161  | 13         |
| 10      | 99  | Al Self         | Ted Haak        | Chevrolet   | 25    | 157  | 0          |
| 11      | 6   | Eddie Gray      | Harry Sims      | Ford        | 6     | 155  | 0          |
| 12      | 38  | Charlie Chapman | Charlie Chapman | Ford        | 13    | 152  | 0          |
| 13      | 91  | Bruce Worrell   | Art Krebs       | Plymouth    | 19    | 152  | 0          |
| 14      | 28  | Ed Andrews      | i.u.            | Oldsmobile  | 23    | 150  | 0          |
| 15      | 23  | Bob Perry       | Bob Perry       | Plymouth    | 10    | 145  | 0          |
| 16      | 3   | Dick Getty      | Bill Clifton    | Mercury     | 30    | 141  | 0          |
| 17      | 9   | Bob Price       | Fred Lauria     | Chevrolet   | 18    | 139  | 0          |
| 18      | 17  | Bill Cook       | Jay George      | Ford        | 26    | 137  | 0          |
| 19      | 44  | Lloyd Dane      | Lloyd Dane      | Chevrolet   | 3     | 129  | 89         |
| 20      | 11  | Owen Loggins    | Jack Chatenay   | Plymouth    | 31    | 126  | 0          |
| 21      | 0   | Jim Cook        | Floyd Johnson   | Dodge       | 14    | 117  | 0          |
| 22      | 2   | Ron Hornaday    | Frank Galpin    | Ford        | 21    | 112  | 0          |
| 23      | 5   | Jim Blomgren    | Bob Smith       | Ford        | 27    | 109  | 0          |
| 24      | 55  | Lyle Stelter    | Lyle Stelter    | Mercury     | 20    | 86   | 0          |
| 25      | 25  | John Potter     | i.u.            | Ford        | 22    | 79   | 0          |
| 26      | 4   | Scotty Cain     | Scotty Cain     | Ford        | 4     | 55   | 19         |
| 27      | 86  | Frank Secrist   | Frank Secrist   | Ford        | 1     | 45   | 8          |
| 28      | 16  | Danny Weinberg  | Carl Dane       | Ford        | 28    | 37   | 0          |
| 29      | 30  | Bob Ross        | Bob Ross        | Chevrolet   | 33    | 30   | 0          |
| 30      | 28N | Kuzie Kuzmanich | Walt Palozi     | Pontiac     | 29    | 22   | 0          |
| 31      | 68  | Johnny Mello    | Johnny Mello    | Ford        | 16    | 22   | 0          |
| 32      | 77  | Brownie Brown   | Jay George      | Ford        | 24    | 12   | 0          |
| 33      | 69  | Bob Hogle       | i.u.            | Pontiac     | 17    | 3    | 0          |
| Källor: |     |                 |                 |             |       |      |            |